# Temple d'Apol·lo (Siracusa)
El temple d'Apol·lo (en grec antic: Ἀπολλώνιον, Apollonion; en toscà: Tempio di Apollo) fou un antic temple grec dedicat a Apol·lo a Siracusa, Sicília. Era a la part nord de l'illa d'Ortígia. Les ruïnes del temple es troben entre les actuals Via dell'Apollonion i Via del Mercato.

## Història

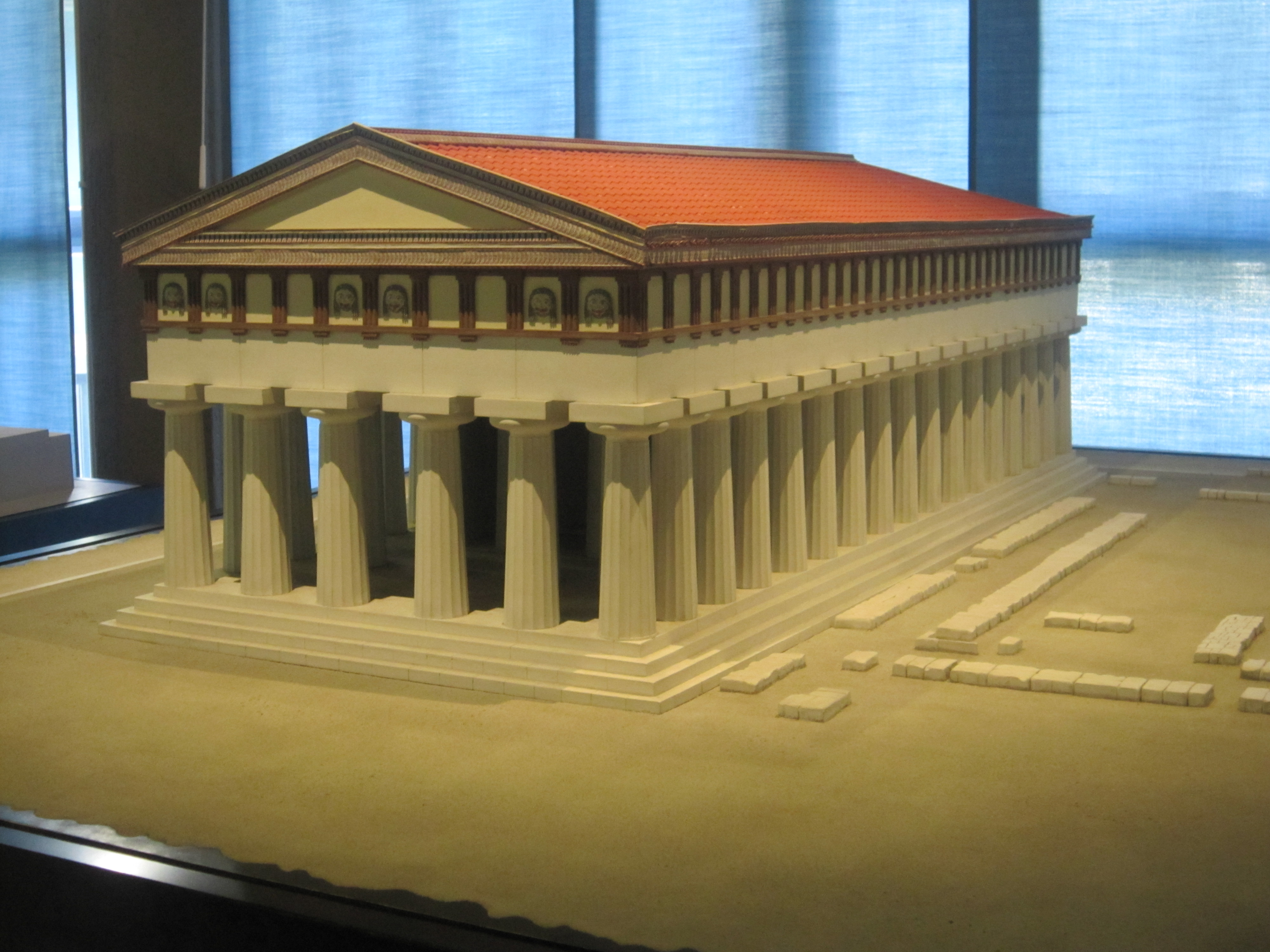
Maqueta del temple. Museu Arqueològic de Siracusa

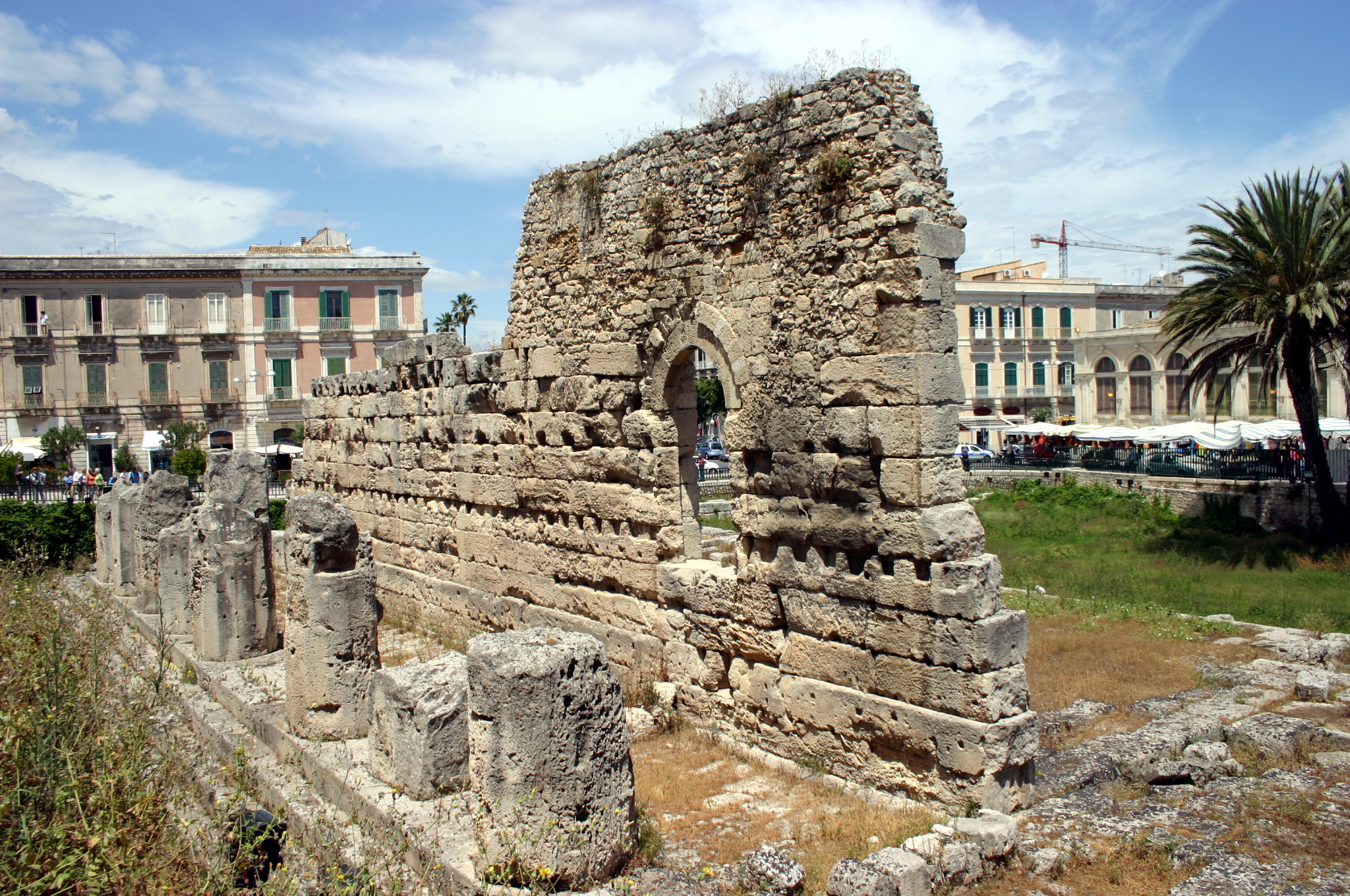
Ruïnes del temple i posteriors estructures romanes d'Orient i normandes

Va ser construït en l'època arcaica al voltant de l'any 565 abans de la nostra era. Segons una inscripció del temple, el seu arquitecte era fill de Cleòmenes Cnidieides. Un altre nom que pot aparéixer en la inscripció és Epicles, però aquesta dada és discutida. Es creu que l'edifici s'inspirà en una fase anterior de l'Herèon de Samos, el Temple de Roikos, construït uns deu anys abans. El Temple d'Apol·lo és el primer exemple d'arquitectura monumental en pedra de Sicília i tingué una gran influència en l'evolució de l'arquitectura de temples en les àrees gregues occidentals. Va sofrir freqüents modificacions al llarg de la història.
Les restes del temple es descobriren al 1862 i al 1943 s'hi feren excavacions arqueològiques sistemàtiques.

## Descripció
Es trobava a prop de l'entrada a l'illa d'Ortígia. Era d'estil dòric, allargat, i feia uns 21,6 × 55,3 m. Tenia sis columnes als costats curts i 17 als llargs. Les columnes tenien 16 estries verticals. L'entrada, com és típic, n'era a l'extrem oriental. Entre l'extrem oriental de la columnata i el pronaos hi havia una altra filera de sis columnes. Davant del pronaos hi havia dues columnes (dístilo in antis). Darrere n'hi havia la naos i al seu costat occidental l'àditon. Dues fileres de set columnes dividien la naos en tres naus.

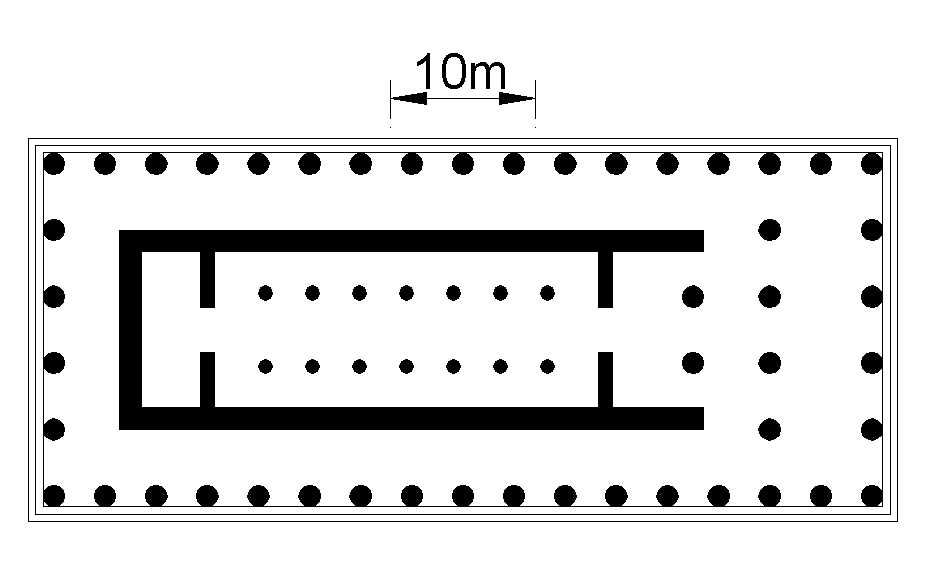
Planta del temple

La data antiga del temple es veu en els detalls que fan una impressió d'embalum i proporcions arcaiques. L'espai entre les columnes era prou petit en relació amb la seua grossària. Les columnes es coronaven amb un arquitrau molt alt. El temple estava decorat amb tríglifs i mètopes, la disposició dels quals no seguia la posició de les columnes.